# Карпатська нафтогазоносна область
Карпатська нафтогазоносна область — належить до Західного нафтогазоносного регіону України.
Найбільші родовища — Долинське і Бориславське.
Включає:
- Східницьке нафтове родовище